# Bảo tàng quốc gia Daegu
Bảo tàng quốc gia Daegu là bảo tàng quốc gia nằm ở Hwanggeum-dong, Suseong-gu, Daegu, Hàn Quốc. Bảo tàng mở cửa vào 7 tháng 12 năm 1994 và lưu giữ khoảng 30.000 hiện vật. Bộ sưu tập chính bao gồm các hiện vật khảo cổ từ vùng Daegu và Gyeongsangbuk-do.
Bảo tàng được xây dựng như một cơ sở văn hóa để nghiên cứu, bảo tồn, triển lãm và giáo dục du khách về di sản văn hóa của Daegu và Gyeongsangbuk-do. Vào ngày 19 tháng 7 năm 2010, Hội trường Văn hóa Cổ đại, Hội trường Văn hóa Trung cổ và Hội trường Dệt may đã được mở cửa cho công chúng tham quan.

## Lịch sử
Tháng 5 năm 1994: Thành lập Bảo tàng Quốc gia Daegu 
Tháng 12 năm 1994: Bảo tàng Quốc gia Daegu mở cửa
Tháng 12 năm 2004: Cải tạo Phòng Nghệ thuật
Tháng 10 năm 2006: Khai trương Trung tâm Giáo dục Xã hội
Tháng 6 năm 2010: Tổ chức lại Phòng triển lãm
Tháng 7 năm 2010: Bảo tàng mở cửa trở lại